# Гигин, Вадим Францевич
Вадим Францевич Гигин (род. 21 октября 1977, Минск) — белорусский пропагандист, историк, политолог и публицист. Кандидат исторических наук; главный редактор общественно-политического и научно-популярного журнала «Беларуская думка».
С 2016 по 2021 год — декан факультета философии и социальных наук БГУ. С 2023 года Генеральный директор Национальной библиотеки Беларуси. Как пропагандист «режима Лукашенко» находится под санкциями 27 стран Евросоюза и ряда других государств.

## Биография
Вадим Гигин родился 21 октября 1977 года в Минске. Окончил 211-ю минскую школу, после которой поступил на исторический факультет Белорусского государственного университета, который окончил с красным дипломом. Поступил в аспирантуру Республиканского института высшей школы при БГУ на кафедру истории белорусоведения, где за 3 года написал диссертацию по истории Беларуси у Николая Сташкевича на тему «Формирование однопартийной системы в Беларуси (1917—1925 гг.)» по специальности 07.00.02 — отечественная история (исторические науки) и защитил её в 2003 году. 6 июня 2023 года стал Генеральным директором национальной библиотеки Беларуси.

### Политическая деятельность
С 2006 года Гигин был руководителем Минского городского комитета БРСМ. До января 2016 года возглавлял общественно-политический журнал «Беларуская думка», учредителем которого является Администрация президента Республики Беларусь.
В 2022 году поддержал вторжение России в Украину, а также стал наблюдателем на выборах в непризнанной Луганской Народной Республике.
В 2024 году стал депутатом Палаты представителей.

### Научная деятельность
C 2001 года занимается преподавательской деятельностью. Был доцентом в Академии МВД, Командно-инженерном институте, Белорусском государственном университете и Академии управления. Создатель нескольких телевизионных программ, фильмов, автор киносценариев.
В 2012 году принимал участие в конференции «Западнорусизм: прошлое и настоящее» памяти И. В. Оржеховского.
2 февраля 2016 года назначен деканом факультета философии и социальных наук Белорусского государственного университета. Проработал в должности декана чуть более пяти лет.
В 2021 году назначением возглавил белорусское общество «Знание».
Является автором десятков научных публикаций по истории. Член редколлегии журнала «Евразия. Эксперт».

## Международные санкции
19 декабря 2010 года, после президентских выборов 2010 года, был включён в список белорусских чиновников, которым запрещён въезд в ЕС. В 2011 году подал иск в ЕСПЧ с требованием отменить это решение. Главный редактор «Беларускай думкі» в решении Европейского совета от 15 октября 2012 года был назван одним из самых влиятельных деятелей на ниве пропаганды в Белоруссии, который поддержал и оправдал репрессии против гражданского общества и демократической оппозиции, которые систематически освещаются в негативном и унизительном ключе с использованием фальсифицированной информации. В 2016 году запрет на въезд в страны ЕС Гигину был снят.
В октябре 2022 года санкции против Гигина ввела Украина. В августе 2023 года, как один из наиболее ярких и влиятельных представителей белорусской государственной системы пропаганды, снова попал под санкции всех стран Европейского союза:.

Он системно поддерживает режим Лукашенко и часто выступает на государственных телеканалах "ОНТ " и «Беларусь 1». Вадим Гигин поддерживает и оправдывает репрессии против демократической оппозиции и гражданского общества, а также независимых СМИ, в частности, после президентских выборов в августе 2020 года. Вадим Гигин распространяет пропагандистские нарративы о «нацистском режиме в Украине», дискредитации Запада и оправдании агрессивной войны России против Украины. До июня 2023 года Вадим Гигин возглавлял белорусское общество «Знание», которое получило известность как финансируемая государством организация, пропагандирующая Лукашенко и его режим— «Официальный журнал Европейского союза», Брюссель, 3 августа 2023 года
В том же месяце к этим санкциям присоединились Швейцария, Северная Македония, Черногория, Албания, Украина, Босния и Герцеговина, Исландия, Лихтенштейн и Норвегия.

## Награды
- Медаль Франциска Скорины (2012)[17]
- Медаль «За трудовые заслуги» (2021)[18]
- Благодарность Президента Республики Беларусь (2025)[19]